# Luca Mezzano
Luca Antonino Mezzano (Torino, 1º agosto 1977) è un allenatore di calcio ed ex calciatore italiano, di ruolo difensore, tecnico dell'Under 16 del Chisola.

## Caratteristiche tecniche
Era un difensore centrale forte fisicamente e abile sulle palle inattive, in grado di giostrare anche come laterale.

## Carriera

### Giocatore

#### Club
Cresce nelle giovanili del Torino, con cui vince il Torneo di Viareggio nel 1995 e debutta in Serie A il 25 febbraio 1996, nella partita Roma-Torino (1-0).
Nell'estate del 1997 passa all'Inter per 8 miliardi di lire, dove scende in campo 4 volte in Serie A 1997-1998 e vince la Coppa UEFA 1997-1998, anche a causa di una pubalgia e di tre ernie inguinali.
Nel gennaio 1999 i nerazzurri lo cedono in prestito al Perugia, con cui colleziona otto presenze in campionato, poi nell'estate del 1999 al Verona con cui raccoglie solo quattro gettoni in campionato prima di scendere in Serie B, sempre in prestito, al Brescia.
Nell'estate del 2000 viene acquistato in comproprietà dal ChievoVerona, e a ottobre viene mandato in prestito alla Reggina in Serie A.
Nell'estate del 2001 torna all'Inter e a settembre viene riacquistato dal Torino dove contribuisce con undici presenze alla salvezza dei granata.
Nella stagione 2002-2003 è titolare nella squadra che partecipa all'Intertoto, uscendo al 3º turno per mano del Villarreal, e al termine della stagione retrocede in Serie B.
Le due stagioni successive le disputa in cadetteria, senza riuscire a riconquistare la Serie A. Al termine della stagione 2004-2005, il contratto non gli viene rinnovato e rimane svincolato.
Il 25 agosto 2005 firma un contratto annuale con il Bologna, neoretrocesso in Serie B, giocando titolare in una stagione che si conclude con un deludente ottavo posto.
Il 24 giugno 2006 rinnova il contratto con i felsinei ma, dopo una sola presenza in campionato, nel gennaio del 2007 viene ceduto al Treviso
Nell'estate del 2007 i biancocelesti lo cedono in prestito alla Triestina, con cui disputa dieci partite in campionato.
Rientrato a Treviso, colleziona tredici presenze nella stagione 2008-2009 che si conclude con la retrocessione in Lega Pro.
Rimasto svincolato a causa del fallimento della società, nell'estate del 2009 si accorda con l'Arezzo in Lega Pro, con cui gioca cinque partite. Al termine della stagione la società amaranto dichiara fallimento e rimane svincolato.
Nel settembre 2010, a causa di problemi fisici, ha dato l'addio al calcio giocato.

#### Nazionale
Gioca nelle rappresentative nazionali giovanili Under 17, Under 18 e Under 21, con cui vince l'Europeo 2000; grazie a questa vittoria, è convocato anche per le Olimpiadi di Sydney 2000.

### Allenatore
Nell'agosto 2011 è stato nominato responsabile della formazione Esordienti del Torino, e dal luglio 2012 è passato a guidare gli Allievi Regionali; nella stagione 2014-2015 è allenatore della formazione Allievi Lega Pro dei granata.
Nell'estate 2017 approda sulla panchina del Chisola, in Eccellenza, con cui rescinde consensualmente a fine stagione. Nel 2022 torna di nuovo ai biancazzurri, ma in veste di allenatore delle giovanili Under 16.

## Statistiche

### Presenze e reti nei club
| Stagione        | Squadra         | Campionato      | Campionato | Campionato | Coppe nazionali | Coppe nazionali | Coppe nazionali | Coppe continentali | Coppe continentali | Coppe continentali | Altre coppe | Altre coppe | Altre coppe | Totale | Totale |
| Stagione        | Squadra         | Comp            | Pres       | Reti       | Comp            | Pres            | Reti            | Comp               | Pres               | Reti               | Comp        | Pres        | Reti        | Pres   | Reti   |
| --------------- | --------------- | --------------- | ---------- | ---------- | --------------- | --------------- | --------------- | ------------------ | ------------------ | ------------------ | ----------- | ----------- | ----------- | ------ | ------ |
| 1995-1996       | Torino          | A               | 11         | 2          | CI              | 0               | 0               | -                  | -                  | -                  | -           | -           | -           | 11     | 2      |
| 1996-1997       | Torino          | B               | 32         | 1          | CI              | 2               | 1               | -                  | -                  | -                  | -           | -           | -           | 34     | 2      |
| 1997-1998       | Inter           | A               | 4          | 0          | CI              | 2               | 0               | CU                 | 2                  | 0                  | -           | -           | -           | 8      | 0      |
| 1998-gen.1999   | Inter           | A               | 0          | 0          | CI              | 2               | 0               | UCL                | 0                  | 0                  | -           | -           | -           | 2      | 0      |
| gen.-giu. 1999  | Perugia         | A               | 8          | 0          | -               | -               | -               | -                  | -                  | -                  | -           | -           | -           | 8      | 0      |
| 1999-gen. 2000  | Hellas Verona   | A               | 4          | 0          | CI              | 2               | 0               | -                  | -                  | -                  | -           | -           | -           | 6      | 0      |
| gen.-giu. 2000  | Brescia         | B               | 14         | 0          | -               | -               | -               | -                  | -                  | -                  | -           | -           | -           | 14     | 0      |
| lug.-ott. 2000  | ChievoVerona    | B               | 1          | 0          | CI              | 2               | 0               | -                  | -                  | -                  |             | -           | -           | 3      | 0      |
| ott. 2000-2001  | Reggina         | A               | 11         | -          | -               | -               | -               | -                  | -                  | -                  | -           | -           | -           | 11     | 0      |
| lug.-set. 2001  | Inter           | A               | 0          | 0          | CI              | 0               | 0               | CU                 | 0                  | 0                  | -           | -           | -           | 0      | 0      |
| Totale Inter    | Totale Inter    | Totale Inter    | 4          | 0          |                 | 4               | 0               |                    | 2                  | 0                  |             | -           | -           | 10     | 0      |
| set. 2001-2002  | Torino          | A               | 11         | 0          | CI              | 1               | 0               | -                  | -                  | -                  | -           | -           | -           | 12     | 0      |
| 2002-2003       | Torino          | A               | 22         | 1          | CI              | 2               | 0               | Int                | 4                  | 0                  | -           | -           | -           | 28     | 1      |
| 2003-2004       | Torino          | B               | 13         | 3          | CI              | 0               | 0               | -                  | -                  | -                  | -           | -           | -           | 13     | 3      |
| 2004-2005       | Torino          | B               | 29+2       | 0          | CI              | 5               | 2               | -                  | -                  | -                  | -           | -           | -           | 36     | 2      |
| Totale Torino   | Totale Torino   | Totale Torino   | 118+2      | 7          |                 | 10              | 3               |                    | 4                  | 0                  |             | -           | -           | 134    | 10     |
| 2005-2006       | Bologna         | B               | 35         | 1          | CI              | -               | -               | -                  | -                  | -                  | -           | -           | -           | 35     | 1      |
| 2006-gen. 2007  | Bologna         | B               | 1          | 0          | CI              | 0               | 0               | -                  | -                  | -                  | -           | -           | -           | 1      | 0      |
| Totale Bologna  | Totale Bologna  | Totale Bologna  | 36         | 1          |                 | 0               | 0               |                    | -                  | -                  |             | -           | -           | 36     | 1      |
| gen.- giu. 2007 | Treviso         | B               | 19         | 0          | -               | -               | -               | -                  | -                  | -                  | -           | -           | -           | 19     | 0      |
| 2007-2008       | Triestina       | B               | 10         | 0          | CI              | 2               | 0               | -                  | -                  | -                  | -           | -           | -           | 12     | 0      |
| 2008-2009       | Treviso         | B               | 13         | 0          | CI              | 0               | 0               | -                  | -                  | -                  | -           | -           | -           | 13     | 0      |
| Totale Treviso  | Totale Treviso  | Totale Treviso  | 32         | 0          |                 | 0               | 0               |                    | -                  | -                  |             | -           | -           | 32     | 0      |
| 2009-2010       | Arezzo          | LP1             | 5          | 0          | CI + CI-LP      | ?+?             | ?+?             | -                  | -                  | -                  | -           | -           | -           | 5+     | 0+     |
| Totale carriera | Totale carriera | Totale carriera | 245        | 8          |                 | 20+             | 3+              |                    | 6                  | 0                  |             | -           | -           | 271+   | 11+    |

### Cronologia presenze e reti in nazionale
| Cronologia completa delle presenze e delle reti in nazionale ― Italia olimpica | Cronologia completa delle presenze e delle reti in nazionale ― Italia olimpica | Cronologia completa delle presenze e delle reti in nazionale ― Italia olimpica | Cronologia completa delle presenze e delle reti in nazionale ― Italia olimpica | Cronologia completa delle presenze e delle reti in nazionale ― Italia olimpica | Cronologia completa delle presenze e delle reti in nazionale ― Italia olimpica | Cronologia completa delle presenze e delle reti in nazionale ― Italia olimpica | Cronologia completa delle presenze e delle reti in nazionale ― Italia olimpica |
| Data                                                                           | Città                                                                          | In casa                                                                        | Risultato                                                                      | Ospiti                                                                         | Competizione                                                                   | Reti                                                                           | Note                                                                           |
| ------------------------------------------------------------------------------ | ------------------------------------------------------------------------------ | ------------------------------------------------------------------------------ | ------------------------------------------------------------------------------ | ------------------------------------------------------------------------------ | ------------------------------------------------------------------------------ | ------------------------------------------------------------------------------ | ------------------------------------------------------------------------------ |
| 19-9-2000                                                                      | Adelaide                                                                       | Italia olimpica                                                                | 1 – 1                                                                          | Nigeria olimpica                                                               | Olimpiadi 2000 - 1º turno                                                      | -                                                                              |                                                                                |
| Totale                                                                         |                                                                                | Presenze                                                                       | 1                                                                              |                                                                                | Reti                                                                           | 0                                                                              |                                                                                |

| Cronologia completa delle presenze e delle reti in nazionale ― Italia under 21 | Cronologia completa delle presenze e delle reti in nazionale ― Italia under 21 | Cronologia completa delle presenze e delle reti in nazionale ― Italia under 21 | Cronologia completa delle presenze e delle reti in nazionale ― Italia under 21 | Cronologia completa delle presenze e delle reti in nazionale ― Italia under 21 | Cronologia completa delle presenze e delle reti in nazionale ― Italia under 21 | Cronologia completa delle presenze e delle reti in nazionale ― Italia under 21 | Cronologia completa delle presenze e delle reti in nazionale ― Italia under 21 |
| Data                                                                           | Città                                                                          | In casa                                                                        | Risultato                                                                      | Ospiti                                                                         | Competizione                                                                   | Reti                                                                           | Note                                                                           |
| ------------------------------------------------------------------------------ | ------------------------------------------------------------------------------ | ------------------------------------------------------------------------------ | ------------------------------------------------------------------------------ | ------------------------------------------------------------------------------ | ------------------------------------------------------------------------------ | ------------------------------------------------------------------------------ | ------------------------------------------------------------------------------ |
| 10-10-1997                                                                     | Rieti                                                                          | Italia under 21                                                                | 0 – 1                                                                          | Inghilterra under 21                                                           | Qual. Europeo Under-21 1998                                                    | -                                                                              |                                                                                |
| 23-5-1998                                                                      | Castel di Sangro                                                               | Italia under 21                                                                | 4 – 0                                                                          | Scozia under 21                                                                | Amichevole                                                                     | -                                                                              |                                                                                |
| 4-9-1998                                                                       | Wrexham                                                                        | Galles under 21                                                                | 1 – 2                                                                          | Italia under 21                                                                | Qual. Europeo Under-21 2000                                                    | 1                                                                              |                                                                                |
| 9-10-1998                                                                      | Cremona                                                                        | Italia under 21                                                                | 1 – 0                                                                          | Svizzera under 21                                                              | Qual. Europeo Under-21 2000                                                    | -                                                                              |                                                                                |
| 17-11-1998                                                                     | Benevento                                                                      | Italia under 21                                                                | 0 – 0                                                                          | Spagna under 21                                                                | Amichevole                                                                     | -                                                                              | 65’                                                                            |
| 9-2-1999                                                                       | Siena                                                                          | Italia under 21                                                                | 1 – 1                                                                          | Turchia under 21                                                               | Amichevole                                                                     | -                                                                              |                                                                                |
| 26-3-1999                                                                      | Odense                                                                         | Danimarca under 21                                                             | 1 – 2                                                                          | Italia under 21                                                                | Qual. Europeo Under-21 2000                                                    | -                                                                              | 63’                                                                            |
| 31-3-1999                                                                      | Giulianova                                                                     | Italia under 21                                                                | 4 – 1                                                                          | Bielorussia under 21                                                           | Qual. Europeo Under-21 2000                                                    | -                                                                              | 80’                                                                            |
| 28-4-1999                                                                      | Zagabria                                                                       | Croazia under 21                                                               | 1 – 0                                                                          | Italia under 21                                                                | Amichevole                                                                     | -                                                                              |                                                                                |
| 4-6-1999                                                                       | Ferrara                                                                        | Italia under 21                                                                | 6 – 2                                                                          | Galles under 21                                                                | Qual. Europeo Under-21 2000                                                    | -                                                                              |                                                                                |
| 10-6-1999                                                                      | Ginevra                                                                        | Svizzera under 21                                                              | 0 – 0                                                                          | Italia under 21                                                                | Qual. Europeo Under-21 2000                                                    | -                                                                              |                                                                                |
| 8-9-1999                                                                       | Cava de' Tirreni                                                               | Italia under 21                                                                | 3 – 1                                                                          | Danimarca under 21                                                             | Qual. Europeo Under-21 2000                                                    | -                                                                              |                                                                                |
| 8-10-1999                                                                      | Borisov                                                                        | Bielorussia under 21                                                           | 1 – 2                                                                          | Italia under 21                                                                | Qual. Europeo Under-21 2000                                                    | -                                                                              | 68’                                                                            |
| 14-11-1999                                                                     | Creteil                                                                        | Francia under 21                                                               | 1 – 1                                                                          | Italia under 21                                                                | Qual. Europeo Under-21 2000                                                    | -                                                                              | 70’                                                                            |
| 17-11-1999                                                                     | Taranto                                                                        | Italia under 21                                                                | 2 – 1                                                                          | Francia under 21                                                               | Qual. Europeo Under-21 2000                                                    | -                                                                              | 17’                                                                            |
| 23-2-2000                                                                      | Trapani                                                                        | Italia under 21                                                                | 2 – 0                                                                          | Svezia under 21                                                                | Amichevole                                                                     | -                                                                              | 46’                                                                            |
| 25-4-2000                                                                      | Rieti                                                                          | Italia under 21                                                                | 2 – 0                                                                          | Rep. Ceca under 21                                                             | Amichevole                                                                     | -                                                                              |                                                                                |
| 27-5-2000                                                                      | Bratislava                                                                     | Inghilterra under 21                                                           | 0 – 2                                                                          | Italia under 21                                                                | Europeo Under-21 2000                                                          | -                                                                              |                                                                                |
| Totale                                                                         |                                                                                | Presenze                                                                       | 18                                                                             |                                                                                | Reti                                                                           | 1                                                                              |                                                                                |

## Palmarès

### Giocatore

#### Club

##### Competizioni giovanili
- Torneo di Viareggio: 1

Torino: 1995

##### Competizioni internazionali
- Coppa UEFA: 1

Inter: 1997-1998

#### Nazionale
- Campionato d'Europa Under-21: 1

Slovacchia 2000